# 塔瓦溪
塔瓦溪為臺灣東部之縣市管河川，流經臺東縣達仁鄉南田村與其南方的屏東縣牡丹鄉旭海村。主流長約3公里，發源自南田村牡丹溪山、太和山之間的山谷，先向東南再轉東北東流，最後沿南田村與旭海村交界注入太平洋，流域面積約4.48平方公里。

## 名稱
塔瓦溪的排灣語名稱 Makuljikulji 是由 makulji（缺水的、乾的）衍生而來的重疊詞，形容其為乾季常乾涸的荒溪型河川。中文名「塔瓦溪」始見於戰後初期，是以現代標準漢語對日治時期記載之日語名「 Tawa-kei」的音譯，一說源自排灣語的 tawalj（源頭），一說係因溪岸生有許多肥豬豆，當地閩南裔族群遂號為「豆仔溪」，後經層層轉譯成為「塔瓦溪」。亦有文獻譯作桃花溪:288。

## 相關文化
- 軍艦：中華民國海軍沱江級巡邏艦塔江號（PGG-619）

2012年7月，齊柏林為「飛閱台灣 空拍環境影像展」展出其作品，將空中拍攝出來塔瓦溪照片運用於公車廣告上，供大眾關注阿塱壹古道此環境議題。

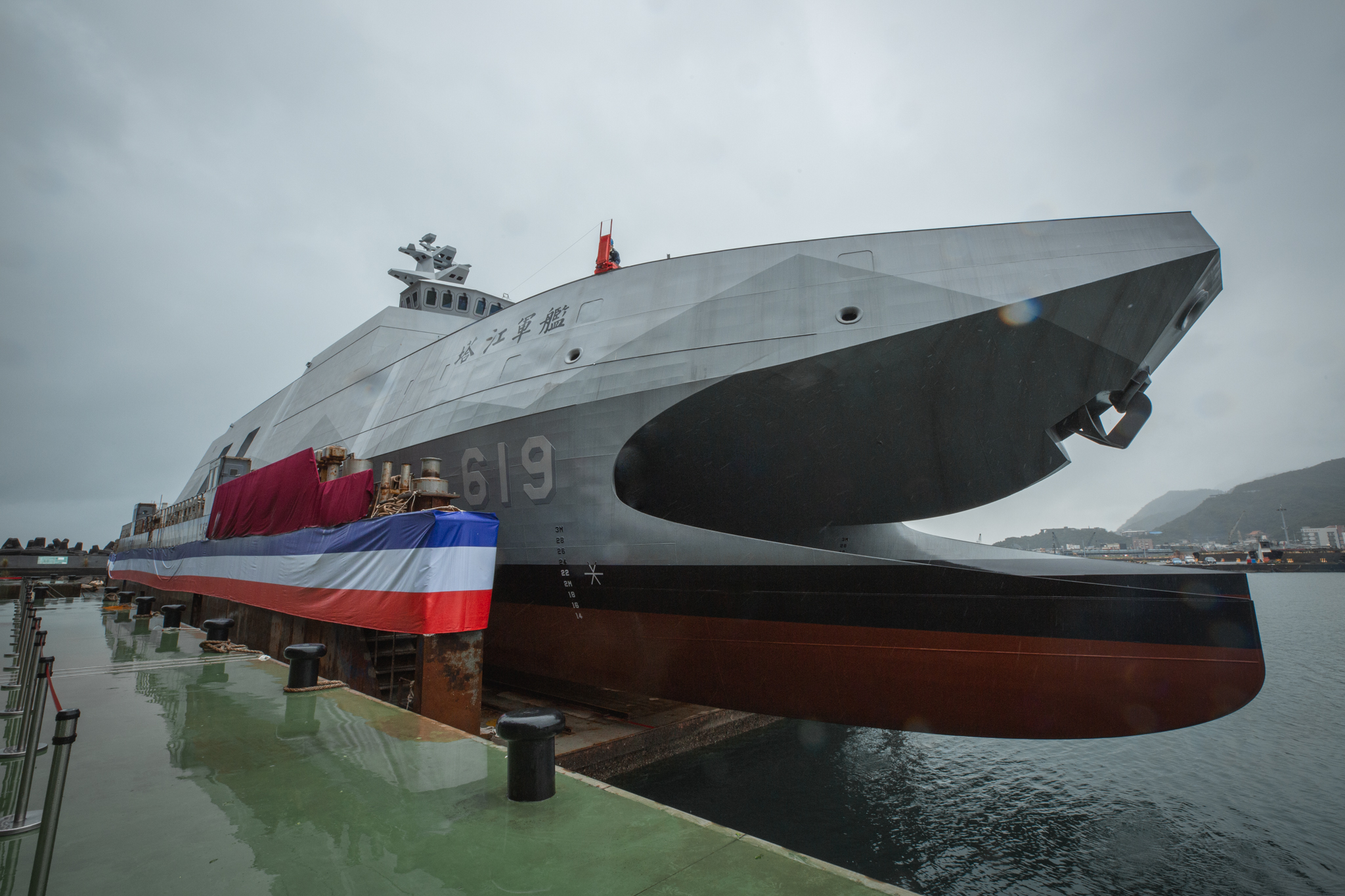
沱江級巡邏艦二號艦塔江艦（PGG-619）的命名暨下水典禮。